# Princípios constitucionais do processo civil
Ao observar princípios introdutórios de qualquer disciplina jurídica, é fundamental que se observe primeiramente o sistema de normas vigentes no pais a ser analisado. Os princípios são inúmeros e importantes para se compreender a Ciência Processual Civil, no que tange o Controle de Constitucionalidade dos atos processuais e das leis e princípios do Código de Processo Civil.

## Brasil
Tomando por exemplo a Constituição Federal do Brasil de 1988, em seus artigos mais importantes estão as normas que não são modificadas por outros textos positivados, as cláusulas pétreas consolidadas. O artigo 5° abrange, por sua vez, os princípios constitucionais do processo civil brasileiro, além de outros do processo penal e do trabalhista. É fundamental também que se observe as características essenciais dos denominados princípios deontológicos e dos epistemológicos, principalmente no que se refere à ciência processual. Por sua vez, suas diferenças são de extrema importância no contexto de suas constitucionalidades, pois os primeiros são menos aplicáveis à realidade jurídica que os outros. Assim, para efeitos de observância prática os princípios processuais constitucionais que são fundamentais, ou seja, que permitem o bom decorrer dos processos e corretas decisões dos juízes sem grandes abusos ou abstinências são os princípios epistemológicos diretamente ligados à Constituição Federal.
A Constituição Federal vem trazendo desde seus primórdios, de forma gradual,  estes princípios, reguladores da atuação do Poder Judiciário nos processos em geral, da função do Juiz no desenrolar do processo e no julgamento e da jurisdição civil, penal e trabalhista. A jurisdição civil é a mais ressaltada no texto constitucional por ser a mais ampla, abrangendo o Direito Público e o Direito Privado. Desta forma, os pincípios fundamentais do processo civil podem se referir a qualquer assunto que não seja vinculado a processo especial como nas relações de trabalho e nos eventos tipificados como criminais.
Antes das constituições federais republicanas, como na Constituição de 1824, já havia alguns dos princípios, contudo ligados ao Direito de Portugal. Este, por sua vez, mantém princípios do Direito Romano e do Direito Germânico, que também aparecem na legislação brasileira como os Princípios da Inafastabilidade da Jurisdição, Juiz Natural, Publicidade, fundamentação das decisões, Duplo Grau de Jurisdição, Celeridade Processual e Lealdade. Na Constituição Portuguesa de 1978, alguns dos princípios fundamentais, epsitemológicos, do Processo Civil ficam mais claros que nas outras constituições como a Lealdade Processual. Hoje o Direito de Portugal mantém os mesmos princípios que o brasileiro, já que ambos Estados democráticos de Direito são parecidos, igualmente.

### Princípio da inafastabilidade da jurisdição
É o princípio de Direito Processual Público subjetivo, também cunhado como princípio da ação ou acesso à justiça, em que a Constituição garante a necessária tutela estatal aos conflitos ocorrentes na vida em sociedade. Desta forma, ocorre a inafastabilidade da jurisdição, a imprescindível utilização da jurisdição, por meio de órgãos jurisdicionais, que são complementos inarredáveis do processo civil constitucional.
A invocação da tutela jurisdicional, preconizada na Constituição Federal, deve efetivar-se pela ação do interessado que, exercendo o direito à jurisdição, cuida de preservar por vários modos. Ou pelo reconhecimento (processo de conhecimento), ou pela satisfação (processo de execução) e ou pela asseguração (processo cautelar), direito subjetivo material violado ou ameaçado de violação. o objeto deste princípio está expresso na redação do inciso XXXV do artigo 5º da Constituição brasileira. "a lei não excluirá da apreciação do poder judiciário lesão ou ameaça a direito".
Segundo Calil Simão, o conteúdo jurídico do princípio reclama uma tutela jurisdicional eficaz, pois, segundo o autor, uma tutela ineficaz não é, na realidade, tutela alguma.

### Princípio do juiz natural
Este princípio descreve o juiz natural ou constitucional de acordo com a nossa constituição atual. O juiz natural é o juiz intitulado pela lei para julgar certas e determinadas questões, sem finalidade de má-fé. Como a constituição diferencia Justiça Comum ou ordinária de Justiça Especial, pode-se observar que nem todo juiz é natural. Desta forma, natural é aquele que irá julgar casos especiais, ou seja, matérias merecedoras de um exame mais detalhado, necessitando de um aprofundamento maior no assunto. Todo processo será apreciado por um juiz assim investido no cargo conforme Constituição Federal.
Possui três aspectos: (a) anterioridade da jurisdição ao fato motivador; (b) competência constitucional e legal do órgão jurisdicional; (c) designação do juiz para cada caso com critérios de distribuição previstos em lei.
No Brasil apresenta-se como grande representante da "Justiça Especial" os Juízes do STF, intitulados de uma suposta 4ª instância federal. Estes, por exemplo, julgam casos que desafiam a justiça a ponto de existirem os recursos da Arguição de Descumprimento de Preceito Fundamental editada no artigo 102, inciso I da CF.
Há também o Senado Federal como importante órgão, que eventualmente exerce certos papéis do Poder Judiciário, apesar de suas independência política. Com as constituições mais recentes, esse ganhou, na sua competência especial, a possibilidade de julgar processos do presidente da República e dos ministros do STF, apesar de ambas as situações não estarem tão claras na lei. O único trecho que versa sobre o Juiz natural de forma clara e didática no Direito brasileiro é o artigo 5º, incisos XXXVII - "não haverá juízo ou tribunal de exceção" e LIII -" ninguém será processado nem sentenciado senão pela autoridade competente".
No Direito de Portugal existem mais alguns artigos da Constituição Portuguesa de 1958 que versam sobre o Princípio do Juiz Natural.

### Princípio do contraditório e ampla defesa
É o princípio constitucional que versa sobre a imparcialidade que é imposta ao juiz, durante uma decisão judicial. O juiz coloca-se entre as partes, mas de forma equidistante a elas, quando ouve uma, necessariamente deve ouvir a outra, somente assim se dará a ambas a possibilidade de expor suas razões e de apresentar as suas provas, influindo no convencimento do juiz. Desta forma, Huberto Theodoro Júnior afirma que este princípio deve ser desenhado com base no princípio da igualdade substancial, devendo as partes serem postas a expor suas razões. Surge, então, como um de seus desdobramentos, o direito de defesa para o réu contraposto ao direito de ação para o autor. Estes direitos foram, a partir daí, analisados e cunhado um novo princípio, o princípio da bilateralidade da audiência.
O princípio do contraditório e ampla defesa é regulado pelo inciso LV do artigo 5º da Constituição Federal Brasileira.
Este princípio também existe em outras legislações, principalmente a portuguesa. Já existia nas ordenações do reino do século XVII.

### Princípio da inadmissibilidade de provas ilícitas
Este princípio vem expresso no art.5, LVI: "São inadmissíveis, no processo, as provas obtidas por meios ilícitos",  bem como expresso no Art. 332 do código de processo Civil, que serão admitidos todos os meios de provas, desde que legais e moralmente legítimos.

### Princípio da publicidade
No sistema democrático é o mais fundamental de todos os princípios constitucionais. Seja quem for a autoridade pública, não pode fugir da aplicação deste princípio que procura evitar os abusos, com dinheiro público. Assegura, a Constituição,  aos cidadãos contribuintes o conhecimento e acompanhamento de todos os atos públicos, praticados pelos nos Três Poderes, com recursos públicos, ou seja, com dinheiro arrecadados de impostos.
A Publicidade dos atos públicos, como já diz o próprio nome, é inarredável e o seu descumprimento enseja a responsabilização de qualquer autoridade , por mais alta que seja, pois nenhuma delas está acima da Carta Federal ou da Lei. Por mais que busquem desculpas para a "não aplicação" deste princípio fundamental, não há razão que se sobreponha ao interesse público e à necessidade do conhecimento de todos os atos praticados no exercício de um mandato público, com recursos arrecadados do contribuinte, como cidadão. Tentar afastar de atos públicos a devida publicidade é desrespeitar a Constituição Federal e a cidadania dos contribuintes brasileiros.
Na área jurídica, é um princípio processual previsto nas constituições federais brasileira e portuguesa, que visa tornar transparentes os atos processuais praticados pelo juiz durante a persecução civil ou penal. Desta forma, este princípio impõe que os atos processuais devem ser públicos como garantia democrática da liberdade no que concerne ao controle dos atos de autoridade. O princípio da publicidade sofre exceção quando os atos seguem em segredo de justiça.
Em suma, podemos entender este princípio pela redação do inciso IX do artigo 93 da Constituição Federal brasileira de 1988: "todos os julgamentos dos órgãos do Poder Judiciário serão públicos"
Na área eleitoral, mais especificamente sobre a automação do voto, em 2009 o Tribunal Constitucional da Alemanha estabeleceu jurisprudência ao declarar inconstitucional o uso de  equipamentos eleitorais eletrônicos  de 1ª geração sem voto impresso], por não atenderem o Princípio da Publicidade ao não permitir que o eleitor comum possa conferir, com recursos próprios, a gravação, registro e contagem dos votos digitais.

### Princípio da fundamentação das decisões
É o princípio que discorre sobre a importância da fundamentação do processo em bases legais e sociais. A fundamentação da sentença é sem dúvida  uma grande garantia da justiça quando consegue reproduzir exatamente, como num levantamento topográfico, o itinerário lógico que o juiz percorreu para chegar à sua conclusão, pois se esta é errada, pode facilmente encontrar-se, através dos fundamentos, em que altura do caminho o magistrado se desorientou ou foi induzido a um erro.
Este princípio orienta as ações do juiz. O processo de fundamentação se dá não só através do conciliação entre as partes, mas também pela valorização dos fatos concretos e pela revisão processual antes de editar a sentença final (Artigo 93,inciso IX da CF).

### Princípio da lealdade processual
As partes têm o dever de se conduzir com ética e lealdade, cabendo ao juiz reprimir qualquer ato atentatório à dignidade da justiça (artigos 14, II, 16, 17 e 18 do CPC).
O desrespeito ao dever de lealdade processual se traduz em ilícito processual (compreendendo o dolo e a fraude processuais), ao qual correspondem sanções processuais.

### Princípio da isonomia ou da igualdade
É o princípio epistemológico constitucional que trata da igualdade de tratamento nos direitos brasileiro e português e também em outros direitos. Esta igualdade é garantia fundamental no corpo central da formação constitucional das normas gerais do sistema jurídico vigente. No Brasil, o princípio da isonomia está previsto no artigo 5° da Constituição Federal que diz: " Todos são iguais perante a lei, sem distinção de qualquer natureza". Também está previsto no inciso XXXVII do mesmo artigo sob o prisma da jurisdição geral e civil, ditando, então, que não pode haver nenhum tribunal que dê preferências e direitos fora das disposições normativas como tribunais de exceção. Deve-se ressaltar, que a partir deste princípio não existe ação e contestação especial sem alguma previsão normativa ou jurisprudencial, que na Europa já pode existir por algumas discussões entre tribunais superiores. Nestes casos, a defesa especial, em tribunal próprio, pode ocorrer se os juízes concordarem. Já no Brasil isto ainda não ocorre.
A fatia do princípio que trata de um dever do juiz perante um conflito de interesses é a garantia de equivalência de tratamento das partes (autor e réu), ressalvados os ônus de ambas.
Pode haver também regime especial de tratamento e direitos. Esta garantia trata dos casos de preferência com relação aos idosos prevista no artigo 1211-A do Código de Processo Civil Brasileiro, Ministério Público e Fazenda Pública na Lei 1060/50, ao consumidor, em que poderá ser deferida a inversão do ônus da prova (Código de Defesa do Consumidor, artigo 6o, inciso VIII).

### Princípio da economia processual
Segundo  Ada Pellegrini Grinover, o denominado princípio da economia processual preconiza o máximo resultado na atuação do direito com o mínimo emprego possível de atividades processuais. Exemplo da aplicação desse princípio encontra-se no art.105 do Código de Processo Civil Brasileiro, que trata da ocorrência da conexão e continência. Na conexão ocorre que dois ou mais processos possuem o pedido e as partes idênticas, conforme art.105, CPC.  O juiz ao analisar o processo pode de imediato uni-los para que sejam reconhecidos em conjunto. Assim haveria uma maior celeridade e economia de atos processuais que neste caso seriam dispensáveis.
Esse é o princípio da simplificação ou princípio econômico. Princípio segundo o qual o processo deve obter o maior resultado com o mínimo de esforço.

### Princípio da celeridade processual
Recentemente positivado no ordenamento jurídico no artigo 5º, inciso LXXVIII da Constituição Federal, determina que os processos devem desenvolver-se em tempo razoável, de modo a garantir a utilidade do resultado alcançado ao final da demanda.

### Princípio do duplo grau de jurisdição
O princípio do duplo grau de jurisdição versa sobre a possibilidade ou o direito à revisão de uma decisão judicial, da forma mais plena e ampla possível, presumindo-se que a partir da sua vistoria reduz-se a probabilidade de erro judiciário. O efeito devolutivo dos recursos apresenta-se como sua característica fundamental, justamente porque gera a oportunidade de reaver decisão, o que garante correto direito às parte da lide. Não há previsão expressa deste princípio, de modo que, a doutrina o enquadra nos chamados princípios implícitos, ou seja, o legislador, ao organizar os poderes prevendo os tribunais superiores e o poder judiciário como um todo, admite de forma implícita a existência do duplo grau de jurisdição.
Esse princípio é uma decorrência lógica do sistema processual em geral a assegurar a possibilidade da aplicação da justiça ao caso concreto. O artigo 5, inciso LV dá esboços do princípio, porém não o prevê de maneira expressa.